# Епархия Императриса
Епархия Императриса (лат. Dioecesis Imperatricis) — епархия Римско-Католической церкви с центром в городе Императрис, Бразилия. Епархия Императриса входит в митрополию Сан-Луиш-до-Мараньяна. Кафедральным собором епархии Императриса является церковь Пресвятой Девы Марии Фатимской.

## История
27 июня 1987 года Римский папа Иоанн Павел II издал буллу «Quae maiori Christifidelium», которой учредил епархию Императриса, выделив её из епархии Каролины.

## Ординарии епархии
- епископ Affonso Felippe Gregory (1987—2005)
- епископ Gilberto Pastana de Oliveira (2005 — по настоящее время)

## Источник
- Annuario Pontificio, Libreria Editrice Vaticana, Città del Vaticano, 2003, ISBN 88-209-7422-3
- Булла  Quae maiori Christifidelium  (лат.)